# Tango del destripador
El Tango del destripador és un tango flamenc inspirat en la història de Jack l'esbudellador.
La cançó data dels carnestoltes de Cadis del 1889, sent una de les primeres cançons de carnaval de les que es té constància, ja que fou enregistrada, en cilindre de cera, pel Mochuelo.
Hi ha haver diverses gravacions de la cançó, realitzades a la primera dècada del segle xx.